# Muktiharjo Lor
Muktiharjo Lor is een bestuurslaag in het regentschap Semarang van de provincie Midden-Java, Indonesië. Muktiharjo Lor telt 3887 inwoners (volkstelling 2010).